# Weihnachtssong
Weihnachtssong jest singlem promującym album Ansage Nr 3 grupy Aggro Berlin. Utwór ten przyniósł sławę nie tylko Aggro, ale przede wszystkim raperowi Sido.
Piosenka przedstawia tematykę świąteczną w karykaturalny sposób.